# Natuurkundige grootheid
Een natuurkundige grootheid of dimensie is een kwantificeerbare natuurkundige eigenschap van een verschijnsel, van een fysisch lichaam of van materie. Dat houdt in dat de eigenschap direct gemeten kan worden, dan wel uitgedrukt kan worden in andere natuurkundige grootheden.
Een natuurkundige grootheid kan een scalaire grootheid, een vectorgrootheid of een tensorgrootheid (meestal (0,2)-tensor) zijn. Een natuurkundige grootheid wordt uitgedrukt in een natuurkundige eenheid en de numerieke waarde van de grootheid.
Een vectorgrootheid heeft een niet-negatieve grootte en een richting. Scalaire grootheden hebben alleen een grootte (die bij sommige grootheden ook negatief kan zijn).
Enkele voorbeelden van gangbare natuurkundige grootheden zijn lengte (of afstand), massa, tijdsduur. Voor een overzicht van natuurkundige grootheden en eenheden, zie natuurkundige grootheden en eenheden.

## Combinaties van grootheden
Grootheden kunnen gecombineerd worden tot nieuwe grootheden. Bijvoorbeeld, de snelheid is gedefinieerd als de afgelegde afstand gedeeld door het tijdsverloop. Deze grootheid wordt gevormd door de grootheden lengte en tijd. De grootheid dynamische viscositeit wordt gevormd uit de grootheden kracht, oppervlakte, snelheid en afstand. Zie ook Verband tussen grootheden.

## Dimensie
Het natuurkundige begrip "dimensie" (grootheid) werd in 1822 ingevoerd door Fourier. Grootheden die complexe verschijnselen beschrijven, kunnen over het algemeen worden ontleed in eenvoudiger grootheden. Dit kan worden gebruikt om ingewikkelde grootheden te ontleden tot basisgrootheden, die niet verder ontleed kunnen worden.
Een kracht, bijvoorbeeld, is het verschijnsel dat verandering van beweging veroorzaakt. De mate van verandering van de beweging heet de versnelling. Een kracht is evenredig met de massa en met de versnelling. De versnelling is een snelheidsverandering per tijdseenheid.
Grootheden die herleid kunnen worden tot dezelfde combinatie van basisgrootheden hebben dezelfde dimensie. Zo heeft kracht de dimensie lmt−2 (lengte maal massa gedeeld door tijd in het kwadraat).

## Dimensieloze grootheden
Met name in de hydrodynamica wordt veel gebruikgemaakt van dimensieloze grootheden. Daarbij worden grootheden die een systeem kenmerken gecombineerd tot nieuwe grootheden, die kunnen worden uitgedrukt als getal zonder eenheid. Bekende dimensieloze grootheden zijn het reynoldsgetal en het machgetal.

## Eenheden
De numerieke grootheid wordt uitgedrukt in een eenheid, bijvoorbeeld meter (lengte), kilogram (massa), of liter (volume).

## Schrijfwijze
Voor de namen en de symbolen van eenheden gelden SI-regels voor de schrijfwijze, die door het BIPM worden aanbevolen.
Zie voor meer uitleg en voorbeelden van schrijfwijze bij SI-stelsel.

## Bepalingsmethoden
Een grootheid heeft niet veel nut als zij niet gemeten kan worden. Het meten van een grootheid vindt altijd plaats door vergelijken met een vaste maat. Enkele voorbeelden kunnen dit illustreren.

### Windkracht
Een oude, primitieve, grootheid die de windkracht uitdrukte, was de schaal van Beaufort. De schaal van Beaufort beschreef bijvoorbeeld hoe het weer eruitziet bij windkracht 5. Als een schipper veel schuimkoppen en opwaaiend schuim zag, wist hij dat het windkracht 5 was.

### Octaangetal
Ook het octaangetal is zo'n primitieve grootheid. De stof n-heptaan heeft per definitie octaangetal 0. De stof iso-octaan (2,2,4-trimethylpentaan) heeft per definitie octaangetal 100. Het octaangetal voor andere brandstoffen wordt bepaald door ze te vergelijken met deze twee standaardbrandstoffen.

### Temperatuur
Temperatuur werd op een vergelijkbare manier gedefinieerd, door gebruik te maken van verschijnselen die onder gemiddelde atmosferische druk altijd bij dezelfde temperatuur plaatsvinden (smelten van ijs en koken van water). 0 graden Celsius staat gelijk aan 273,15 kelvin.

### Lengte
De maten van producten werd vroeger vergeleken met de dikte van een duim (een duim), de lengte van een voet (de voet) of de lengte van een onderarm (een el). Deze waren altijd voorhanden, maar verschillen natuurlijk van persoon tot persoon. Een nauwkeuriger meetmethode werd gevonden door een lengte (of afstand tussen twee punten) te vergelijken met de lengte van een meetlat of met de afstand tussen twee streepjes op zo'n lat.

## IJken
Om communicatie over maten mogelijk te maken, werden meetlatten geijkt, door ze te vergelijken met een centrale standaard maat. 
Lange tijd heeft een staaf van een legering van platina en iridium, die in Sèvres (Frankrijk) bewaard werd, gediend als standaard meter. Tegenwoordig maakt men echter gebruik van de afstand die het licht in een welbepaalde tijd aflegt. Het voordeel hiervan is dat de snelheid van het licht een natuurconstante is, die anders dan een meetlat, nooit verandert. Hierdoor blijft de afstand die het licht in die tijdspanne aflegt ook steeds dezelfde, terwijl de meetlat door verweer bijvoorbeeld korter kan worden, zodat de meter als eenheid in de loop van de geschiedenis kan wijzigen.
Verschijnselen die niet direct zichtbaar zijn, zoals elektrische stroom, moeten eerst zichtbaar gemaakt worden in de vorm van bijvoorbeeld de wijzer van een ampèremeter die over een wijzerplaat beweegt.

## Coherentie van eenheden

Metrologische afhankelijkheden tussen SI-basiseenheden

Als een formule een verband tussen grootheden weergeeft dan geldt deze ook voor de numerieke waarden van de grootheden, mits coherente eenheden worden gebruikt.
Uit de formule "vermogen = energie / tijd" volgt bijvoorbeeld "(vermogen in W) = (energie in J) / (tijd in s)", omdat W = J/s, maar ook "(vermogen in kW) = (energie in kWh) / (tijd in h)", omdat kW = kWh / h.
Incoherente eenheden geven de complicatie dat er aparte formules zijn voor het verband tussen grootheden en het verband tussen de numerieke waarden van de grootheden, met bijvoorbeeld de formule "(vermogen in W) = 1000 × (energie in kWh) / (tijd in h)".
Wel nuttig zijn formules die juist bedoeld zijn om grootheden om te rekenen naar andere eenheden, zoals "(snelheid in km/h) = 3,6 × (snelheid in m/s)", of om in specifieke gevallen een formule te kunnen toepassen met een gewenste set eenheden die incoherent zijn, zonder aparte omrekenstappen. Dat kan bijvoorbeeld het geval zijn bij het genoemde voorbeeld met watt, kilowattuur en uur, omdat dat in een huishouden vaak bekendere grootheden zijn dan kilowatt en wattuur.